# Musée du textile du Bhoutan
Le Musée du textile du Bhoutan ou Musée national du textile est un musée du textile situé à Thimphou, la capitale du Bhoutan. Iocalisé à proximité de la Bibliothèque nationale du Bhoutan, il est dirigé par la Commission nationale des affaires culturelles. Depuis sa création en 2001, le musée a acquis une renommée internationale grâce à son importante collection de textiles rares et anciens typiques de la culture bhoutanaise.
Le musée a été créé pour promouvoir l'art textile bhoutanais et pour soutenir et encourager les artistes tisserands du pays afin qu'ils perpétuent cet art traditionnel. Il a également pour objectif de promouvoir l’histoire et la culture du Bhoutan. Il envisage de devenir un centre d’études et de recherche sur le textile.

## Histoire
Si l'art du textile tient une grande place au Bhoutan, c'est notamment pour les raisons suivantes : 
- La complexité et l'originalité des motifs reproduits sur les pièces.
- Les compétences et les méthodes spécifiques utilisées pour leur production.
- Le rôle primordial qu'ils tiennent dans les événements religieux, officiels et sociaux.
- La typologie des représentations utilisées (glyphes et symboles de la connaissance ancienne).
- La profonde connotation sacrée qui leurs est attachée[2].

Le musée du textile du Bhoutan a été créé par la volonté de la reine mère Ashi Sangay Choden Wangchuck. Il a été inauguré par celle-ci en 2001. Le coût du bâtiment s'est élevée à environ 165 000 dollars financés grâce au soutient du Danemark. Le gouvernement du Bhoutan ainsi que des donateurs privés ont également apporté leur aide à la création du musée, tandis que le musée Peabody Essex (États-Unis) a fourni un soutien technique pour l'organisation du musée. Jigme Khesar Wangchuck est le mécène du musée, il a œuvré pour accroître sa renommée nationale et internationale ainsi que celle de l'industrie textile bhoutanaise.

## Collections
Le musée est divisé en six parties correspondant chacune à un thème particulier : œuvres d'arts textiles, textiles et religion, les textiles faits avec des fibres locales, la collection royale, tissages à motifs de chaîne et tissages à motifs de trame. 
La collection royale du musée réunit un ensemble de textiles antiques bhoutanais parmi lesquels des couronnes des rois du Bhoutan, des Namzas (robes) et d'autres accessoires portés par la famille royale, une robe de perles de Tsamdrak Goenpa et la literie de Shabdrung Jigme Dorji.
Dans les collections offertes par la reine mère Ashi Sangay Choden Wangchuck et celles apportées par d'autres particuliers on peut admirer la première version de la couronne du corbeau, les uzhams (couronnes) en brocart portés par le premier roi et le deuxième roi, et une couronne de princesse portée par la sœur du premier roi, Ashi Wangmo.
Au rez-de-chaussée du Musée on trouve des expositions présentant les techniques de filage et de coloration des fibres. On y voit aussi la démonstration d'un métier à tisser et la manipulation de deux ensembles de fils. Les tissus décoratifs et l'artisanat textile sont exposés par catégories dans les galeries du premier étage. Des expositions présentent les vêtements régionaux traditionnels produits par les artisans du Bhoutan, ainsi que les vêtements utilisés pour les cérémonies religieuses.

## Expositions
Le musée organise des concours de design pour récompenser les plus belles créations textiles. De nouvelles règles on été adoptées pour sélectionner les lauréats : ce sont maintenant les visiteurs qui votent pour les pièces exposées. Les visiteurs du musée votent « pour la meilleure œuvre » d'art en fonction du numéro de l'œuvre exposées de façon anonyme. Outre la technique du pesar, forme d'art traditionnelle, d'autres pièces sont faites avec des techniques plus innovantes telles que  l'applique inversée ou la broderie. En 2010, le musée avait également l'ambition d'accueillir un festival du textile qui aurait lieu en même temps que la compétition.
Pour soutenir et encourager les tisserands, les artistes et les négociants, il a été mis en place un système de vente aux enchères des textiles exposés. Pour ces ventes, le prix de base de l'objet est fixé par le tisserand et les sommes perçues en plus sont reversées au musée. Cette façon de faire garantit la présentation d'articles textiles de qualité et présentant des motifs complexes et attrayants. Le musée a également engagé deux tisserands permanents, l’un pour le pangtha (filage) et l’autre pour le thuetha (coloration), afin de faire la démonstration du processus de tissage. Un petit groupe de tisserands attaché au musée produit des œuvres provenant de Lhuentse Dzongkhag, la demeure ancestrale de la famille royale bhoutanaise dans le nord-est du Bhoutan.